# Jim Porto
"Jim" Jorge Gonçalves Porto, noto semplicemente come Jim Porto (Rio Grande, 26 marzo 1953), è un cantante, compositore e pianista brasiliano.

## Biografia
Jim si avvicina alla musica già all'età di sei anni nella sua città natale di Rio Grande, la più antica dello Stato di Rio Grande do Sul, quando rimaneva incantato per ore ad ascoltare il pianoforte dei suoi vicini di casa. Non potendo permettersi di comprarne uno, il padre decise di prenderlo in affitto per coltivare la passione del figlio. Il piccolo Jim da autodidatta non si staccherà mai più da quello strumento con cui improvviserà i ritmi di Bossa Nova in voga in quel periodo.
Terminato il liceo, a 18 anni Jim decide di trasferirsi a Rio de Janeiro per esibirsi nei piano bar e dar sfogo alla sua passione. Il suo carisma viene notato da un gruppo di turisti italiani che al ritorno in Italia lo mettono in contatto con Sandro Melaranci, proprietario del Manuia, un locale di Trastevere a Roma, fin dalla seconda metà degli anni settanta punto di riferimento della musica brasiliana in Italia.
Porto accetta il mese di contratto proposto dal Manuia di Sandro Melaranci per esibirsi come solista al piano con l'aiuto di una batteria elettronica poi, invogliato dallo stesso Melaranci, usa anche la voce: rimarrà sette anni come interprete e compositore di brani di musica brasiliana nel locale affollatissimo dove altri musicisti italiani si alterneranno e lo accompagneranno settimanalmente sul piccolo palco.
I primi anni ottanta furono un momento d'oro per la musica brasiliana in Italia e a Roma in particolare. Jim Porto partecipa con João Gilberto, Tania Maria e altri artisti in diverse edizioni delle Estati romane organizzate dall'amministrazione capitolina dell'epoca pur continuando le jam session al Manuia con artisti della caratura di Chet Baker, Jorge Ben, Gilberto Gil, Milton Nascimento, Marisa Monte, Djavan (che parteciperà poi al primo vinile di Jim Porto Rio, prodotto nel 1983 da Sandro Melaranci con arrangiamenti di Rique Pantoja). 
Jim collaborerà per anni con jazzisti come Roberto Gatto e Michele Ascolese e sono molteplici le sue partecipazioni a grandi festival jazz in tutta Europa.
A "Rio" seguiranno altri album e partecipazioni a importanti eventi in tutto il mondo: dal Festival di Praia di Capo Verde a Buenos Aires, da Barcellona al Festival etno-jazz di Tabarka in Tunisia, fino a ritornare al suo Brasile dove le canzoni di Jim Porto erano state scelte per la sigla di alcune telenovelas di successo di Globo TV.
Il suo ultimo cd è ‘Live at Blue Note’, pubblicato da Rai Trade all'interno della collana Brasil diretta da Max De Tomassi, registrato dal vivo al Blue Note di Milano con il suo trio e con l'accompagnamento di Fabrizio Bosso alla tromba e Michele Ascolese alla chitarra.
Virtuoso del jazz samba, Jim Porto è considerato oggi uno dei massimi esponenti della musica brasiliana in Italia.

## Discografia
- 1983 - Rio (con Chet Baker, Roberto Gatto e Rique Pantoya) - Sicla
- 1983 - Smettila - (singolo 7")
- 1986 - Cara Amica Mia (7", Promo)
- 1990 - Bahia Paradise(Ai Que Calor) (12") - X-Energy Records
- 2005 - Diga - 1st Pop
- 2005 - Voce e' demais con Saturnino - 1st Pop
- 2006 - Live at the Blue Note Milano - RAI Trade
- 2009 - I migliori Anni della Nostra Vita (singolo) con le Princesas de Petrópolis - (uscito in Brasile)
- 2010 - Grande (singolo) con Helys - (prodotto solo in formato digitale per distribuzione online)
- 2019 - Minha Praia (singolo) - GB Music
- 2019 - Saudade (composizione di Reginaldo Faria, con testi e voce di Jim Porto) - colonna sonora della telenovela Espelho da Vida
- 2020 - Tudo De bom (singolo) - GB Music

### Collaborazioni
- 1991 Soul Opportunity / Lowdown (12")  - Flying Records
- 1991 Plus De Tubes Dance Vol. 1 (CD) / Bahia Paradise (Radio Edit) - Airplay Records
- 2004 Café Roma Vol. 2 - An Italian Jazz & Lounge Experience (2xCD) / Ilusoes  - Water Music Records
- 2008 Bossamotion (CD) / Ilusoes  - Black Flame
- 2016 Ciao Roma - Classic Italian Songs by Raquel Silva Joly (nelle cover Io che amo solo te, Parole parole, Senza fine)